# George Perle
George Perle (6 de mayo de 1915 - 23 de enero de 2009) fue un compositor y teórico musical estadounidense. Como compositor, su música fue en gran parte atonal, utilizando métodos similares al dodecafonismo de la Moderna Escuela de Viena. Este estilo serialista, y la atonalidad en general, fue el tema de muchos de sus escritos teóricos. Su libro de 1962, Composición serial y atonalidad: una introducción a la música de Schoenberg, Berg y Webern sigue siendo un texto estándar para la teoría de la música clásica del siglo XX. Entre los premios que recibió Perle se encuentra el Premio Pulitzer de Música de 1986 por su Quinteto de viento n.° 4.

## Vida y carrera
Perle nació en Bayonne Nueva Jersey, de padres judíos rusos. Se graduó de la Universidad DePaul, donde estudió con Wesley LaViolette y recibió lecciones privadas de Ernst Krenek. Más tarde, sirvió como técnico de quinto grado en el Ejército de los Estados Unidos durante la Segunda Guerra Mundial. Obtuvo su doctorado en la Universidad de Nueva York en 1956.
Perle compuso con una técnica de su propia invención llamada "tonalidad de doce tonos". Esta técnica era diferente, pero relacionada con, la técnica dodecafónica de la Moderna Escuela  de Viena, de la que fue un "primer admirador" y de cuyas técnicas utilizó aspectos pero nunca adoptó por completo. El exalumno de Perle Paul Lansky, describió la tonalidad dodecafónica de Perle de esta manera:

Básicamente, esto crea una jerarquía entre las notas de la escala cromática de modo que todas estén relacionadas referencialmente con uno o dos tonos que luego funcionan como una nota tónica o acorde en tonalidad. De manera similar, el sistema crea una jerarquía entre intervalos y, finalmente, entre colecciones más grandes de notas, 'acordes'. La principal deuda de este sistema con el sistema de 12 tonos radica en el uso de una sucesión lineal ordenada de la misma manera que lo hace un conjunto de 12 tonos.

En 1968, Perle cofundó la Sociedad Alban Berg con Ígor Stravinski y Hans F. Redlich, quien tuvo la idea (según Perle en su carta a Glen Flax del 1 de abril de 1989). El importante trabajo de Perle sobre Berg incluye documentar que el tercer acto de Lulú, en lugar de ser un boceto inacabado, estaba en realidad completo en sus tres quintas partes y que la Suite Lírica contiene un programa secreto dedicado a la historia de amor de Berg.
Después de retirarse del Queens College en 1985, se convirtió en profesor emérito en la Escuela de Música Aaron Copland. En 1986, Perle recibió un Premio Pulitzer de Música por su Quinteto de viento No. 4 y también una beca MacArthur. Alrededor de 1989, Perle se convirtió en compositor residente de la Sinfónica de San Francisco, un nombramiento por tres años. Fue también en esta época cuando publicó su cuarto libro titulado The Listening Composer.
Murió a los 93 años en su casa de la ciudad de Nueva York en enero de 2009. Fue enterrado en el Cementerio Nacional de Calverton.
Un número cada vez mayor de artistas más jóvenes han llegado a expresar su aprecio por Perle. En vísperas de las celebraciones por su centenario, el compositor y pianista Michael Brown lanzó un CD con una muestra de la obra de Perle para piano, que tuvo una buena recepción.
Perle estuvo casado con la escultora Laura Slobe entre 1940 y 1952; la pareja era miembro del Partido Socialista de los Trabajadores. Su segunda esposa, Barbara Philips, murió en 1978. Perle se casó con Shirley Xenia Gabis en 1982.

## Obras
Richard Swift diferencia entre la música de Perle, "libre" o "intuitiva", centrada en el tono y modal dodecafónica. Enumera las composiciones de Perle centradas en el tono:
- Sonata para viola sola (1942)
- Tres sonatas para clarinete solo (1943)
- Melodías hebreas para violonchelo solo (1945)
- Sonata para violonchelo solo (1947)
- Quinteto para cuerdas (1958)
- Sonata I para violín solo (1959)
- Quinteto de viento I (1959)
- Quinteto de viento II (1960)
- Monodia I para flauta (1962)
- Monodia II para contrabajo (1962)
- Tres inventos para fagot (1962)
- Sonata II para piano solo (1963)
- Partita solista para violín y viola (1965)
- Quinteto de viento III (1967)

## Publicaciones seleccionadas
- Perle, George (1962, reimpresión 1991). Composición serial y atonalidad: una introducción a la música de Schoenberg, Berg y Webern. Prensa de la Universidad de California.
- Perle, George (1980). Las óperas de Alban Berg. Vol. 1: Wozzeck. California: Prensa de la Universidad de California.
- Perle, George (1984). "Autoanálisis de Scriabin", Análisis musical III/2 (julio).
- Perle, George (1985). Las óperas de Alban Berg. Vol. 2: Lulú. California: Prensa de la Universidad de California.
- Perle, George (1990). El compositor que escucha. California: Prensa de la Universidad de California.
- Perle, George (1992). "Simetría, escala de doce tonos y tonalidad", Contemporary Music Review 6 (2), pp. 81–96.